# Óscar Castañeda
Óscar Castañeda es un activista venezolano. En abril de 2024, Castillo fue uno de los tres activistas detenidos en el estado Portuguesa en menos de 24 horas.

## Detención
Castañeda había emigrado a Colombia debido a la crisis nacional en Venezuela, pero regresó al país el 9 de abril de 2024. A su regreso se unió como militante partido opositor Vente Venezuela.El 26 de abril, se pronunció públicamente en favor de la candidata opositora María Corina Machado durante un mitin electoral en Turén, estado Portuguesa, una localidad que históricamente ha sido afín al chavismo. El 27 de abril fue detenido por funcionarios del Servicio Bolivariano de Inteligencia (SEBIN).De acuerdo con el politólogo Nicmer Evans, a Castañeda y a los otros dirigentes les imputaron los cargos de "conspiración". Los tres activistas fueron presentados en tribunales en Acarigua.
Poco después de su detención, fuentes afines al oficialismo justificaron su arresto y desviaron la atención comentando sobre la gorra que usaba en el mitin, la cual tenía las siglas "JGL" y fue asociada a la marca "JGL 701", originalmente creada por la hija del Chapo Guzmán pero desaparecida en 2023. Desde entonces, múltiples imitaciones se han vendido en Colombia y México, convirtiéndose en un artículo común relacionado con la música de los corridos tumbados mexicanos. Varios verificadores de hechos venezolanos aclararon esto.
La ONG Foro Penal denunció que el tribunal no permitió la designación de sus abogados defensores de los activistas, incluyendo a los de Castañeda.

## Reacciones
La coalición opositora de la Plataforma Unitaria denunció la detención de los tres activistas y miembros del comando de campaña después de los actos electorales organizados por María Corina en el estado, exigiendo su liberación inmediata.Estados Unidos condenó los arrestos recientes en Venezuela. Brian Nichols, Subsecretario para Asuntos del Hemisferio Occidental, declaró que las detenciones atentan contra «un proceso electoral inclusivo» y exigió la liberación de los presos políticos en el país.
El 30 de abril de 2024, 31 organizaciones no gubernamentales en Venezuela rechazaron las detenciones en un comunicado publicado en conjunto, expresando que los actos de persecución y de represión por parte del gobierno de Nicolás Maduro violaban el Acuerdo de Barbados, firmado entre la oposición y el gobierno.